# Aeropuerto Internacional Sultán Iskandar Muda
Aeropuerto Internacional Sultán Iskandarmuda (IATA: BTJ, OACI: WITT) en Banda Aceh, Indonesia. Es el nombre del duodécimo sultán de Aceh, Iskandar Muda.

## Aerolíneas y destinos

### Pasajeros
| Aerolíneas         | Destinos                                           |
| ------------------ | -------------------------------------------------- |
| AirAsia            | Kuala Lumpur–Internacional                         |
| Batik Air          | Yakarta–Soekarno-Hatta                             |
| Citilink           | Medan                                              |
| Firefly            | Penang                                             |
| Garuda Indonesia   | Yakarta–Soekarno-Hatta Estacional: Yeda, Medina    |
| Lion Air           | Medan Estacional: Yeda, Medina                     |
| Pelita Air Service | Yakarta–Soekarno-Hatta (inicia 3 de abril de 2024) |
| Susi Air           | Blangkejeren, Blangpidie, Kutacane, Meulaboh       |

### Carga
| Aerolíneas              | Destinos                      |
| ----------------------- | ----------------------------- |
| Airfast Indonesia Cargo | Medan, Yakarta–Soekarno-Hatta |

## Estadísticas
| Movimientos | 2009    | 2008    | 2007    | 2006    | 2005    | 2004    | 2003    | 2002    | 2001    | 2000   |
| ----------- | ------- | ------- | ------- | ------- | ------- | ------- | ------- | ------- | ------- | ------ |
| Pasajeros   | 486.096 | 568.653 | 550.042 | 523.958 | 465.900 | 287.091 | 214.866 | 150.125 | 103.646 | 63.014 |
| Cargo (TM)  | 8.674   | 3.256   | 2.391   | 2.170   | 2.086   | 1.084   | 923     | 1.463   | 1.148   | 1.307  |